# Torneo de Adelaida 2022 II
El Adelaide International II 2022 fue un evento de tenis de la ATP 250 y de la WTA 250, y se disputó en Adelaida (Australia) en el complejo Memorial Drive Center y en cancha dura al aire libre, siendo parte de una serie de eventos que hacen de antesala al Abierto de Australia, desde el 17 hasta el 30 de enero de 2022.

## Distribución de puntos
| Modalidad            | Campeón | Finalista | Semifinales | Cuartos de final | 2ª ronda | 1ª ronda | Clasificados | 2ª ronda de clasificación | 1ª ronda de clasificación |
| Individual masculino | 250     | 165       | 100         | 50               | 25       | 0        | 13           | 7                         | 0                         |
| Dobles masculino     | 250     | 150       | 90          | 45               | 20       | 0        | -            | -                         | -                         |

| Modalidad           | Campeona | Finalista | Semifinales | Cuartos de final | 2ª ronda | 1ª ronda | Clasificadas | 3ª ronda de clasificación | 2ª ronda de clasificación | 1ª ronda de clasificación |
| Individual femenino | 280      | 180       | 110         | 60               | 30       | 1        | 18           | 14                        | 10                        | 1                         |
| Dobles femenino     | 280      | 180       | 110         | 60               | -        | 1        | -            | -                         | -                         | -                         |

## Cabezas de serie

### Individual masculino
| Tenista          | Ranking | Preclasificado |
| Gaël Monfils     | 21      | 1              |
| John Isner       | 24      | 2              |
| Karen Khachanov  | 29      | 3              |
| Marin Čilić      | 30      | 4              |
| Lloyd Harris     | 31      | 5              |
| Aleksandr Búblik | 36      | 6              |
| Frances Tiafoe   | 38      | 7              |
| Márton Fucsovics | 40      | 8              |

- Ranking del 3 de enero de 2022.[3]

### Dobles masculino
| Tenista                          | Ranking | Preclasificado |
| Rajeev Ram Joe Salisbury         | 7       | 1              |
| Ivan Dodig Marcelo Melo          | 41      | 2              |
| Wesley Koolhof Neal Skupski      | 41      | 3              |
| Sander Gillé Joran Vliegen       | 56      | 4              |
| Raven Klaasen Ben McLachlan      | 63      | 5              |
| Ariel Behar Gonzalo Escobar      | 80      | 6              |
| Santiago González Andrés Molteni | 81      | 7              |
| Tomislav Brkić Nikola Čačić      | 83      | 8              |

### Individual femenino
| Tenista              | Ranking | Preclasificado |
| Aryna Sabalenka      | 2       | 1              |
| Elina Svitólina      | 15      | 2              |
| Cori Gauff           | 22      | 3              |
| Tamara Zidanšek      | 30      | 4              |
| Veronika Kudermétova | 31      | 5              |
| Markéta Vondroušová  | 35      | 6              |
| Jil Teichmann        | 37      | 7              |
| Liudmila Samsónova   | 38      | 8              |
| Sorana Cîrstea       | 39      | 9              |

- Ranking del 3 de enero de 2022.[4]

### Dobles femenino
| Tenista                       | Ranking | Preclasificada |
| Marie Bouzková Lucie Hradecká | 63      | 1              |
| Nadiia Kichenok Sania Mirza   | 94      | 2              |
| Eri Hozumi Makoto Ninomiya    | 114     | 3              |
| Miyu Kato Sabrina Santamaria  | 138     | 4              |

## Campeones

### Individual masculino
Thanasi Kokkinakis venció a  Arthur Rinderknech por 6-7(6-8), 7-6(7-5), 6-3

### Individual femenino
Madison Keys venció a  Alison Riske por 6-1, 6-2

### Dobles masculino
Wesley Koolhof /  Neal Skupski vencieron a  Ariel Behar /  Gonzalo Escobar por 7-6(7-5), 6-4

### Dobles femenino
Eri Hozumi /  Makoto Ninomiya vencieron a  Tereza Martincová /  Markéta Vondroušová por 1-6, 7-6(7-4), [10-7]